# Amicia
Amicia é um género botânico pertencente à família Fabaceae.

## Algumas espécies
- Amicia andicola (Griseb.) Harms
- Amicia fimbriata Harms ex Kuntze
- Amicia glandulosa Kunth
- Amicia lobbiana Benth. ex Rusby
- Amicia medicaginea Griseb.
- Amicia micrantha Harms ex Kuntze
- Amicia parvula Rusby
- Amicia zygomeris DC.